# Каллист (мученик)
Каллист (погиб в 845 году) — один из 42 мучеников, пострадавших в царствование императора Феофила от сарацин. День памяти — 6 марта ст. стиля.
Все они были знатные граждане города Аммореи; сарацины увели их в плен, истязаниями старались принудить их к принятию ислама и наконец отсекли головы в Зимаре (на Евфрате).